# Harper Ridge
Harper Ridge är en bergstopp i Antarktis. Den ligger i Östantarktis. Australien gör anspråk på området. Toppen på Harper Ridge är 1 810 meter över havet, eller 30 meter över den omgivande terrängen. Bredden vid basen är 1,3 km.
Terrängen runt Harper Ridge är kuperad söderut, men norrut är den platt.  Trakten är obefolkad. Det finns inga samhällen i närheten. 